# Marent Gulch Trestle
Das Marent Gulch Trestle (auch Marent Gulch Viaduct oder Marent Trestle) ist eine Eisenbahnbrücke über das Marent-Tal (englisch gulch) im Missoula County im Bundesstaat Montana der Vereinigten Staaten, nordwestlich von Missoula am U.S. Highway 93 zwischen Evaro und Wye. Die ursprünglich aus Holz bestehende Trestle-Brücke wurde beim Bau der Northern Pacific Railway bis 1883 provisorisch errichtet und später ohne Betriebsunterbrechung bis 1885 durch eine Konstruktion aus Schmiedeeisen ersetzt. Sie wird heute von der Montana Rail Link betrieben.

## Holzkonstruktion 1883
Beim Bau der Northern Pacific Railway durch die Rocky Mountains musste nordwestlich von Missoula das nach einem französischen Siedler benannte Marent-Tal überquert werden. Da sich der Transport von Baumaterial in diese stark bewaldete Gegend schwierig gestaltete, entschied man sich, eine provisorische Trestle-Brücke aus Holz zu errichten, wofür über eine Million board feet Kiefernholz (ca. 2400 Kubikmeter) aus einem Umkreis von fünf Kilometern verbaut wurden. Die 264 m lange Fachwerkkonstruktion wurde von Charles Conrad Schneider entworfen. Zwischen den acht Pfeilern befanden sich sieben in Howe-Truss-Bauweise ausgeführte Fachwerkträger, die ein Gleis in 69 m Höhe über der Talsohle führten. Die Pfeiler wurden so angeordnet, dass zwischen ihnen die Pfeiler der späteren Eisenkonstruktion errichtet werden konnten, ohne den Betrieb der Eisenbahnstrecke unterbrechen zu müssen. Die Bauarbeiten begannen Ende 1882, der erste Zug fuhr im Juni des Folgejahres.

## Eisenkonstruktion 1885

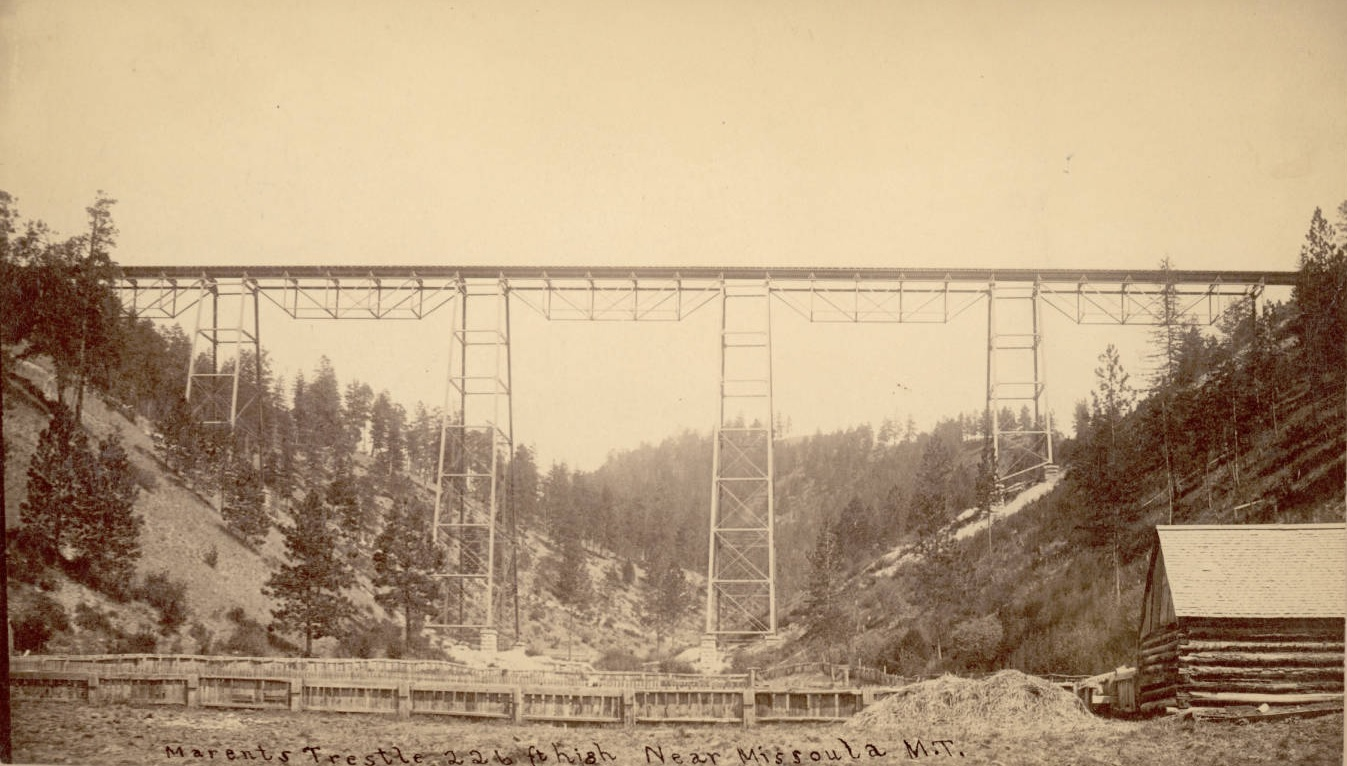
Das Marent Gulch Trestle aus Eisen um 1885.

Aufgrund der permanenten Zerstörungsgefahr der Holzkonstruktion durch einen Brand, wurde schon 1884 George S. Morison mit der Konstruktion einer Trestle-Brücke aus Schmiedeeisen beauftragt. Unter der Leitung von Alfred Noble begannen die Bauarbeiten für die Fundamente im September. Die Errichtung der vier neuen Brückenpfeiler begann im Dezember und bis April 1885 waren die Arbeiten an der neuen Brücke ohne größere Unterbrechungen des Bahnbetriebes abgeschlossen. Die alte Holzkonstruktion wurde abgebaut und ins benachbarte Evaro verbracht, wobei die Fachwerkträger auf anderen Strecken für kleinere Querungen wiederverwendet wurden.
Die vier neuen 5 bis 55 m hohen Brückenpfeiler wurden auf je vier Betonfundamenten errichtet, wobei die Fundamente der mittleren Pfeiler durch Pfahlgründung zusätzlich stabilisiert wurden. Die Aufbauten bestehen aus Balkenbrücken für die Zufahrten von insgesamt 36,5 m, fünf Fachwerkträgern mit obenliegendem Gleis von je 35,6 m und 7,1 m langen Balken auf jedem Pfeiler. Die neue Konstruktion war mit insgesamt 243 m um 21 m kürzer als die Holzkonstruktion.

## Stahlkonstruktion 1927
Die Eisenkonstruktion wurde 1927 mit einer nahezu identischen Konstruktion aus Stahl ersetzt.  Die Brücke ist seitdem fast unverändert und wird von durchschnittlich sechs Zügen pro Tag befahren, wobei besonders schwere Züge von der Montana Rail Link vorsorglich über andere Routen gleitet werden.